# Sergueï Mikaïev
Sergueï Nikolaïevitch Mikaïev (en russe : Сергей Николаевич Микаев) est un cosmonaute russe né le 15 août 1986 à Irkoutsk.

## Jeunesse, études et service militaire
Sergueï Mikaïev est né le 15 août 1986 à Irkoutsk.
Après avoir terminé l'école, il est entré à l'École supérieure d'aviation militaire de Krasnodar (spécialité « Exploitation des aéronefs et organisation de la circulation aérienne »), dont il est sorti diplômé le 17 octobre 2008 avec la qualification d'ingénieur et le grade militaire de lieutenant.
De novembre 2008 au 12 novembre 2018, il a servi à l'aérodrome de Tchernigovka dans le kraï du Primorié. Il a commencé en tant que pilote, puis jusqu'en décembre 2012, il a été pilote senior d'une escadrille aérienne (unité militaire 21806, 62231). De décembre 2012 à septembre 2016, il a servi en tant que chef de la préparation aérienne et tactique de l'unité militaire 62231, 78018. Il a volé sur des avions Su-25 et a participé à l'intervention militaire de la Russie en Syrie.
En septembre 2016, Mikaïev a été nommé commandant d'une escadrille du 18e régiment d'assaut aérien (unité militaire 78018) et a obtenu le grade de major.

## Préparation spatiale
Le 14 mars 2017, SergueÏ Mikaïev a déposé une candidature pour participer au nouveau recrutement du corps des cosmonautes du Centre d'entraînement des cosmonautes Youri-Gagarine. Le 23 avril 2018, il a reçu l'approbation de la commission médicale principale. Le 9 août 2018, sa candidature a été examinée par la commission de sélection et, le 10 août 2018, il a été nommé candidat cosmonautes par la commission interagences.
Le 12 novembre 2018, il a été transféré au Centre d'entraînement des cosmonautes Youri-Gagarine, intégré dans le corps des cosmonautes, et a commencé sa formation spatiale générale.
Le 22 janvier 2019, dans le cadre d'un équipage de formation avec Konstantin Borissov et Oleg Platonov, il a commencé les entraînements de survie en forêt marécageuse en hiver (« survie hivernale »).
Du 26 au 30 août, avec un groupe de candidats cosmonautes, il a suivi une formation de plongeur au centre de secours de Noguinsk du ministère des Situations d'urgence de Russie. Le 30 août 2019, il a réussi l'examen et a obtenu la qualification de plongeur.
En octobre 2019, dans le cadre d'un équipage de formation avec Denis Matveïev et Oleg Platonov, il a suivi le cycle complet de « survie en mer » (formations « sèche », « longue » et « courte ») à la base du Terminal maritime universel « Imeretinsky » sur la mer Noire dans le district d'Adler à Sotchi.
Le 25 novembre 2020, il a passé l'examen d'État à l'issue du cours de formation spatiale générale.
Le 2 décembre 2020, par décision de la commission de qualification interagences (MVKK) à l'issue de la réunion au Centre d'entraînement des cosmonautes Youri-Gagarine, il a été qualifié comme cosmonaute-essayeur.
Le 20 janvier 2022, lors de la réunion de la commission interagences, il a été approuvé en tant qu'ingénieur de bord de l'équipage principal de l'Expédition 71. En février 2022, dans le cadre d'un équipage de formation avec Alexander Gorbounov et Alexeï Zoubritski, il a participé à une formation de survie après un atterrissage d'urgence de l'engin spatial dans la steppe en hiver. En juin 2022, l'équipage de l'Expédition 71 composé de Sergueï Ryjikov, Sergueï Mikaïev et Alexandre Grebionkine a participé à des entraînements de survie après un atterrissage du vaisseau spatial sur une surface aquatique. Le 14 février 2023, l'équipage, dans la même composition, avec l'astronaute Donald Pettit, a pratiqué des compétences de survie en forêt en hiver.
En mai 2023, le site du Centre d'entraînement des cosmonautes Youri-Gagarine a annoncé que Sergueï Mikaïev était en cours de préparation en tant qu'ingénieur de bord de l'équipage de réserve de l'Expédition 72 et de l'équipage principal de l'Expédition 73.

### Première mission
Mikaïev effectuera sa première mission dans l'espace en tant qu'ingénieur de vol de l'Expédition 74 de l'ISS. Il décollera sur le Soyouz MS-28 en novembre 2025, en compagnie des cosmonautes Sergueï Koud-Skvertchkov et Christopher Williams. Après leur lancement depuis le cosmodrome de Baïkonour au Kazakhstan, le trio passera environ huit mois à bord du laboratoire orbital. Au cours de cette expédition, Williams réalisera des investigations scientifiques et des démonstrations technologiques visant à préparer les futures missions spatiales humaines et à bénéficier à l'humanité.